# 显脉密花豆
显脉密花豆（学名：Spatholobus roxburghii var. denudatus）为豆科密花豆属下的一个变种。

## 扩展阅读
- 維基物種上的相關：显脉密花豆